# Institutul de Cercetări Alimentare
Institutul de Cercetări Alimentare (ICA) este o companie de cercetare din România.
A fost înființată ca societate comercială deținută de stat, în subordinea ADS (Agenția Domeniilor Statului) în mai 2002, prin reorganizarea Institutului de Chimie Alimentară, care se afla în subordinea Academiei de Științe Agricole și Silvice Gheorghe Ionescu-Șișești.
Ulterior, institutul a fost privatizat, fiind cumpărat de holdingul GRIVCO, deținut de omul politic Dan Voiculescu.
După achiziție Dan Voiculescu a schimbat structura acționariatului ICA, a trecut 92 la sută din acțiuni pe numele său, iar diferența pe numele membrilor familiei sale.

## Privatizarea
Privatizarea a fost una contestată, deoarece ADS nu a efectuat o reevaluare a institutului, în condițiile în care terenurile ICA erau evaluate la nivelul anului 1994, construcțiile la nivelul anului 1998, iar mijloacele fixe și titlurile de valoare nu au fost reevaluate.
ADS era controlat la acel moment de fostul Partid Umanist Român (PUR), iar funcționarii agenției au numit în Consiliul de Administrație (CA) și în Adunarea Generală a Acționarilor (AGA) apropiați ai lui Dan Voiculescu, respectiv membri ai fostului Partid Umanist Român (PUR).
Institutul de Cercetări Alimentare a devenit atractiv datorită activelor sale imobiliare valoroase, respectiv terenul în suprafață de 36 676,79 mp și construcțiile în suprafață desfășurată de 9983 mp, amplasate în zona rezidențială a lacului Băneasa și având toate utilitățile în apropiere.
ICA a intrat în posesia lui Voiculescu pentru 100.000 de euro, în condițiile în care terenurile și clădirile institutului aveau o valoare de piață estimată în jurul cifrei de 40 de milioane de euro.
La data de 4 decembrie 2008, Direcția Națională Anticorupție (DNA), prin fostul procuror Emilian Eva, l-a trimis în judecată pe liderul Partidului Conservator, Dan Voiculescu, alături de fostul ministru al telecomunicațiilor, Sorin Pantiș, președintele CA al ADS, Corneliu Popa, și directorul Institutului de Cercetări Alimentare (ICA), Gheorghe Mencinicopschi, în legătură cu privatizarea frauduloasă a Institutului de Cercetări Alimentare.
Ministerul Agriculturii și Dezvoltării Rurale, condus la acea vreme de către Dacian Cioloș s-a constituit parte civilă cu suma de 60,4 milioane euro, prejudiciu stabilit de către DNA în rechizitoriu. În anul 2020, au fost făcute publice detalii din audierea specialistului DNA care a declarat că a comis erori în calcularea prejudiciului.
Pe 26 septembrie 2013 Tribunalul București l-a condamnat pe Dan Voiculescu la cinci ani de închisoare cu executare pentru spălare de bani.
În data de 8 august 2014 Curtea de Apel București a desființat în parte sentința de condamnare. Rejudecând cauza, instanța a schimbat încadrarea juridică a faptelor lui Dan Voiculescu și l-a condamnat la 10 ani de închisoare. Instanța a dispus de asemenea confiscarea bunurilor dobândite în mod fraudulos de inculpați.

## Vezi și
- Dosarul „ICA”